# كلنا عيال قرية (مسلسل)
كلنا عيال قرية مسلسل كوميدي سعودي من إنتاج مؤسسة الهدف للإنتاج الفني، استوحي الشطر الأول من اسم المسلسل «كلنا عيال قريّة» من مثل سعودي دارج يقول: (كلنا عيال قرية وكل منا يعرف خيه). عُرِض المسلسل لأول مرة على قناتي إم بي سي 1 في رمضان 1429 هـ الموافق 2008.

## قصة المسلسل
ينتقل كريّم الذي يعمل في البنك الزراعي في مدينة عرعر إلى الرياض ويسكن مع أخيه سليّم الذي فصل من البنك بعد سرقة خزنة البنك بعدما أهمل مفتاح الخزنة وأعطاه لزميله السارق.
ومن ثم يسكنان في عمارة أبو سعد ويسكن بجوارهم أبو ضاري صديق كريّم وتتوالى المواقف الكوميدية الواحدة تلو الأخرى.

## طاقم المسلسل
للمسلسل عدد من المؤلفين يقومون بالتأليف في حلقات عمل موحدة وهي سابقة بين المسلسلات السعودية بعد طاش ما طاش ويقوم بإخراجه موفق الصالح.
الممثلون:
- عبد الله السدحان (كريم).
- ناصر القصبي (سليم).
- عبدالإله السناني (الخال - أبو ناصر).
- جميل القحطاني.
- محمد الطويان (أبوضاري بدوي الشمال الطيب).
- عبد الرحمن الخطيب (أبو سعد - صاحب مكتب العقار ومالك العمارة).
- حبيب الحبيب (فتحي زوج لطيفة اخت كريم وسليم).
- أغادير السعيد (لطيفه أخت كريم وسليم).
- هيام جباعي (زوجة أبو ضاري).
- حسن أبو حسنة (حمود النصاب والجار في العمارة).
- مبارك الخصي (صديق حمود النصاب).
- ريم عبد الله (مها بنت الجيران النصابة).
- ريماس منصور (زوجة الخال).
- أمينة القفاص (الخالة).
- مشعل المطيري (فخري- صديق سليم وكريم).
- صالح الحناكي (سعد - ولد أبوسعد).
- سناء إبراهيم (زوجة سعد).
- علي إبراهيم (علي صديق سليم في الاستراحة).
- عبد الله المزيني (أبو لمى صديق سليم).
- عبدالرحيم الشربجي ( المأذون )